# 藤原あかり
藤原 あかり（ふじわら あかり、6月15日 - ）は、日本の女性声優。東京都出身。以前はマウスプロモーション、モアナ・ファクトリー、うぃなぁエンタテイメント（2003年12月まで）に所属していた。 別名はあかり。コロムビアゆりかご会、青二塾出身。特技は歌。人生の研究課題は自閉症及びADHDの探求。

## 出演作品

### テレビアニメ
- ウッディー・ウッドペッカー（スプリンター）
- Cosmic Baton Girl コメットさん☆（パニッくん）
- serial experiments lain（声）
- ∀ガンダム（女性記者A）
- 超特急ヒカリアン（つばさ（初代）、ドジラス（初代））
- 魔法少女隊アルス（妖精ミーナ）

### 吹き替え
- 緊急救命獣医
- ザ・プラクティス ボストン弁護士ファイル
- ハイテク武装車バイパー
- パワーレンジャーシリーズ
  - パワーレンジャー（アップルビー、オウム・モンスター（胴体の顔）、ペッグスター、ピラニア・ヘッド、ロボゴート、子供になったバルク、他）
  - パワーレンジャー・ターボ（アップルビー）
  - パワーレンジャー・ロスト・ギャラクシー（レニエール総督、女）
- ホミサイド/殺人捜査課
- モエシャ（アンジェラ）
- 闇を見つめる瞳（看護人助手2）

### ドラマCD
- 超者ライディーン
- 悠久幻想曲 2nd Album（ピロット）

### 特撮
- 侵略ちょ〜美少女ミリ（宇宙犬猫ワニャンの声）

### ゲーム
- お遍路さん

### ラジオ
- むさしのToday

### 歌
- オレたちゃブラッチャー
- がんばれ!!ロボコン
- 勇者ライディーン
- ラ・セーヌの星
- ラヴハンタァー（パニッくん）

### イベント出演
- 吉祥寺アニメワンダーランド2003